# Plia (cadeira)

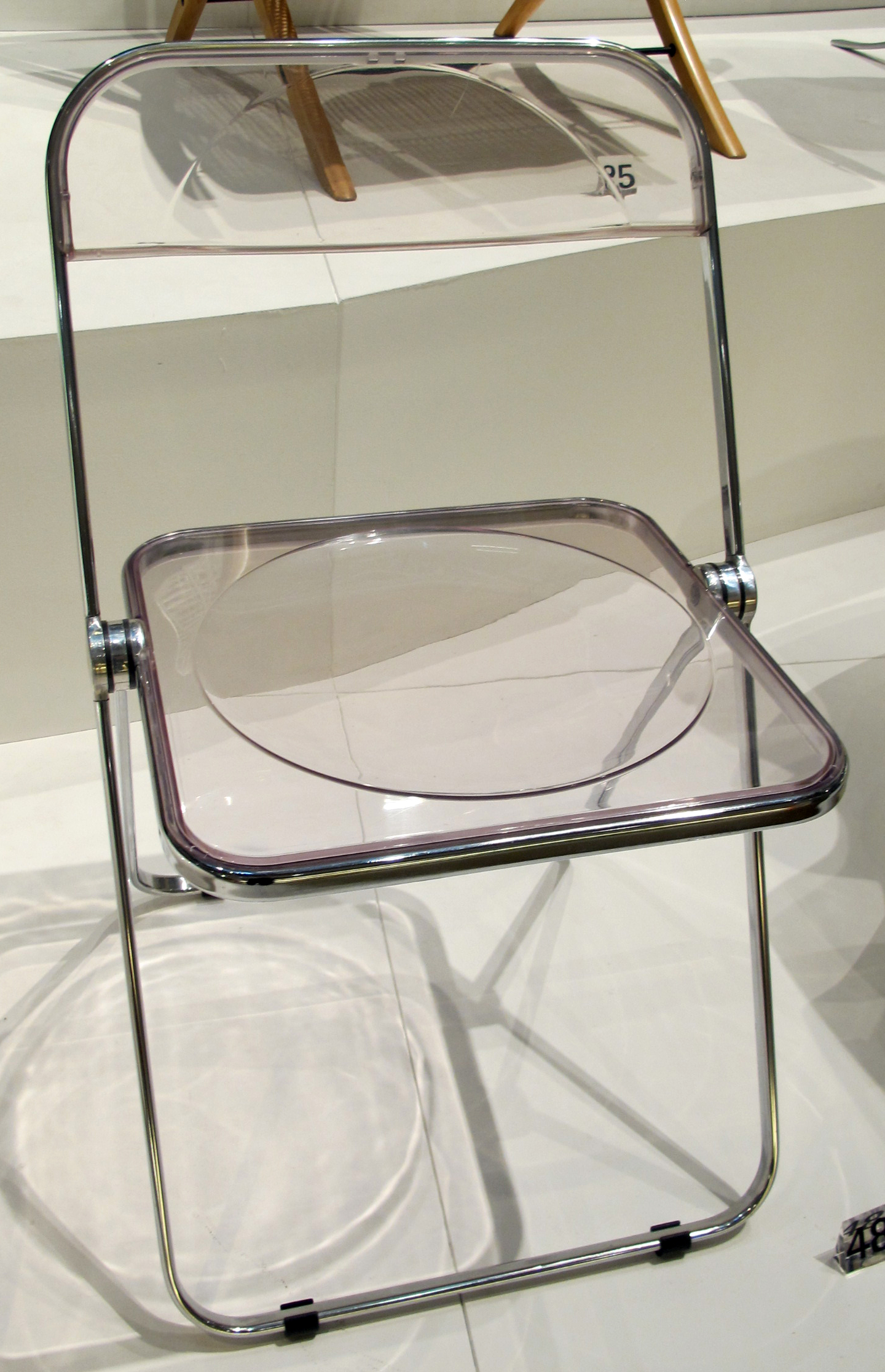
Plia, Piretti

Plia foi uma cadeira projetada pelo designer italiano Giancarlo Piretti em 1967.

## Descrição
O design da cadeira Plia, feito de uma estrutura de aço e de um encosto de plástico transparente, é muito limpo e com um assento pragmático.
A Plia é muito simples e precisamente por essa característica, assim como pelo uso de materiais não procurados, foi definida como uma expressão de "design democrático".
Seu mecanismo permite que ele seja dobrado em uma forma compacta que, quando fechada, tem apenas cinco centímetros de espessura.
A cadeira Plia com estrutura de aço e assento em plexiglass é uma das peças históricas do design italiano.
Um modelo do Plia é exibido na seção de design do Moma em Nova York.

## Exposições
- Salon internacional du meuble de Milan, 1967
- Museu MOMA Museu de Arte Moderna à Nova York

## Prêmios e reconhecimentos
- 1970 - PLIA - SMAU (Milão)
- 1970 - PLIA - BIO 5 (Bienal de Liubliana)
- 1973 - PLIA - GUTE FORM, invenção (Câmara Federal de Comércio da República Alemã)